# Ettaler Mühle

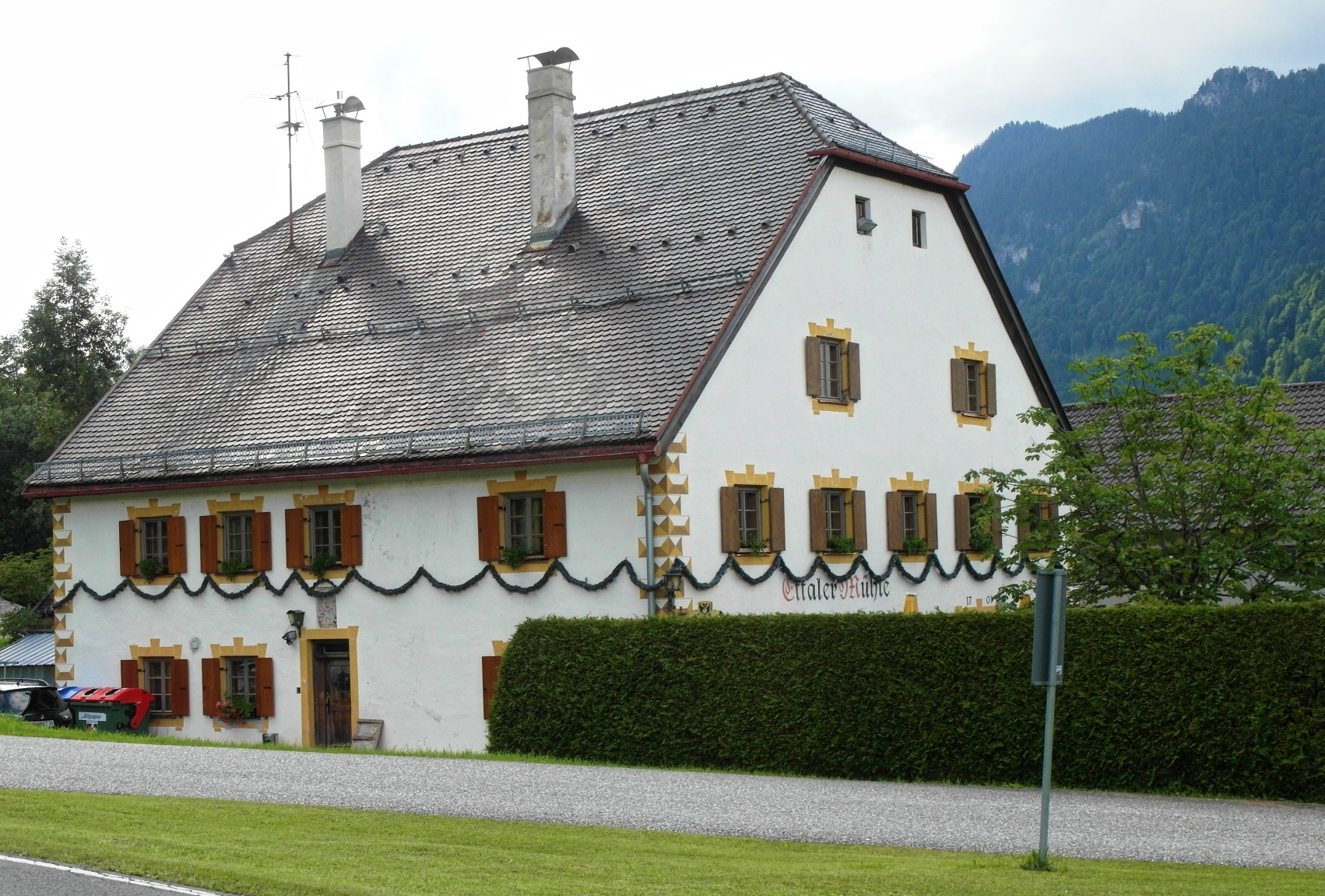
Ettaler Mühle (2012)

Die Ettaler Mühle ist eine ehemalige Wassermühle am Ettaler Mühlbach, einem der Zuflüsse der Ammer. Sie liegt an der nördlichen Grenze des Naturschutzgebiets Ettaler Weidmoos am westlichen Ortsausgang von Ettal, an der Straße in Richtung Schloss Linderhof.  
Die Funktion des Wasserrads wurde durch eine Turbine ersetzt. Das Gebäude der Mühle ist ein zweigeschossiger barocker Halbwalmdachbau aus dem Jahr 1701. 
Die Ettaler Mühle steht unter Denkmalschutz unter der Nummer: D-1-80-115-3 der Liste der Baudenkmäler in Ettal. Heute wird darin ein Gasthof mit demselben Namen „Ettaler Mühle“ betrieben.

Das Wasserrad der Ettaler Mühle (2019)
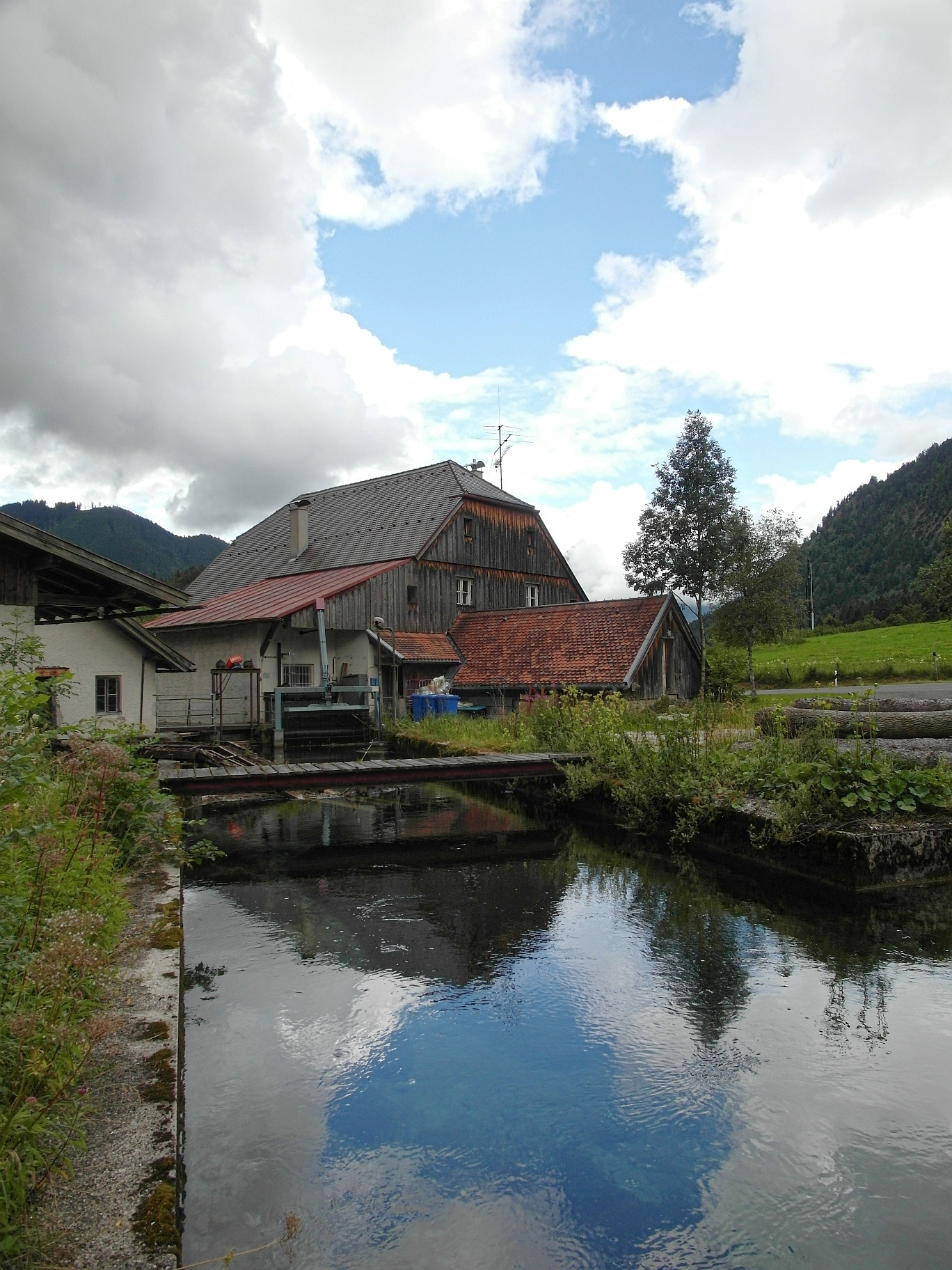
Ettaler Mühle (Rückseite)
Wappen an der Ettaler Mühle
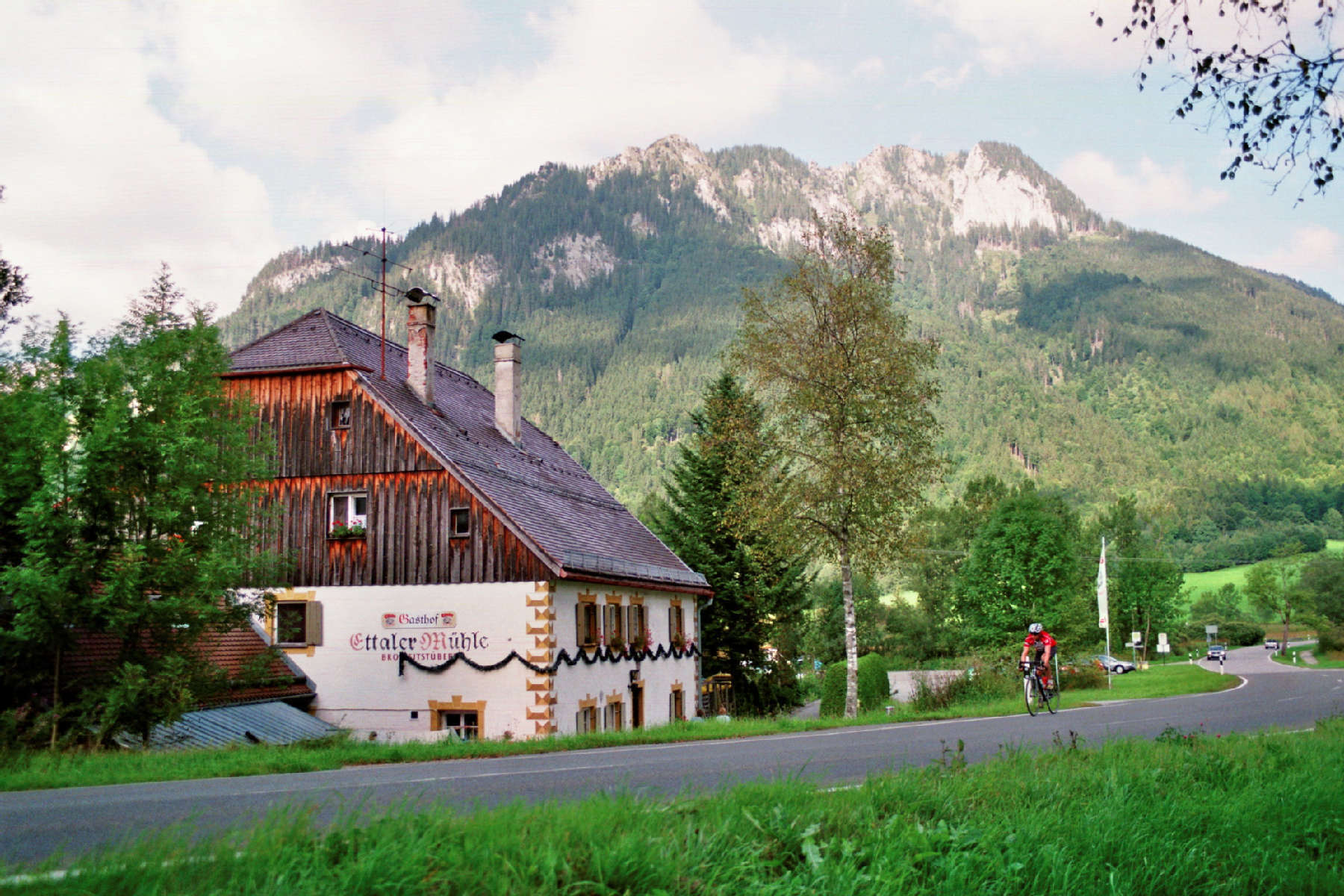
Ettaler Mühle (Westseite)